# Parochodaeus pectoralis
Parochodaeus pectoralis es una especie de coleóptero de la familia Ochodaeidae.

## Distribución geográfica
Habita en Arizona, Nuevo México y Nuevo México Texas.